# Modderkraai
De modderkraai (Corcorax melanorhamphos) is samen met de apostelvogel een vertegenwoordiger van de Australische slijknestkraaien (Corcoracidae). De vogel lijkt sterk op de in Europa voorkomende alpenkraai, maar is daarmee niet direct verwant.

## Taxonomie
De modderkraai, de apostelvogel en de slijkeksters werden in de vorige eeuw ingedeeld bij de slijknestkraaien in een eigen familie, de Grallinidae. Uit immunologisch onderzoek in de jaren 1990 bleek al dat de slijkeksters meer verwant waren aan soorten uit de familie monarchen en waaierstaartvliegenvangers (Monarchidae) en de slijknestkraaien dichter bij de familie van de kraaien stond. Sinds 2008 is deze indeling gebruikelijk.
De modderkraai is enigszins verwant aan de alpenkraai (Pyrrhocorax pyrrhocorax) en de alpenkauw (P. graculus), die tot de kraaienfamilie Corvidae behoren. De sterke overeenkomst met deze vogels, met hun donkere verenkleed en neerwaarts gebogen snavel, is echter geen verwantschapskenmerk maar het resultaat van convergente evolutie.

## Kenmerken

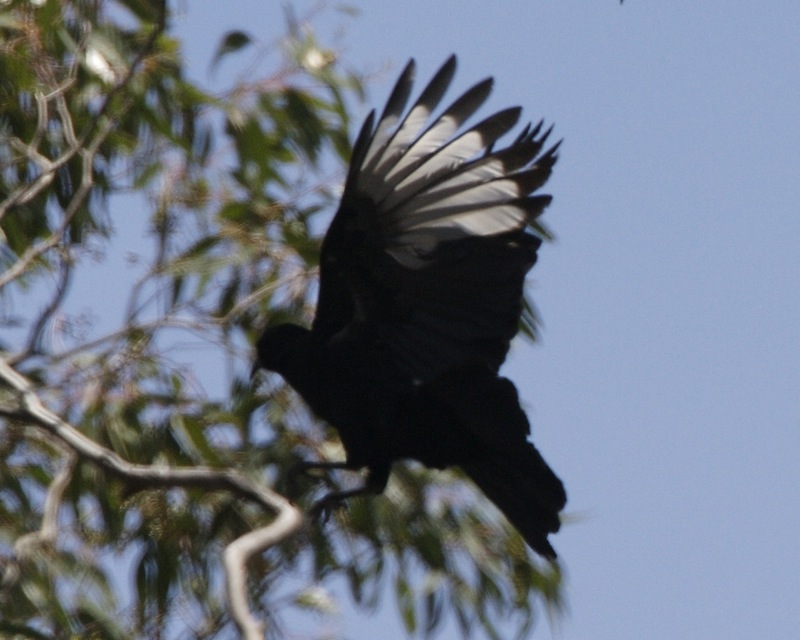
Opname uit het Brisbane Ranges National Park, Australië

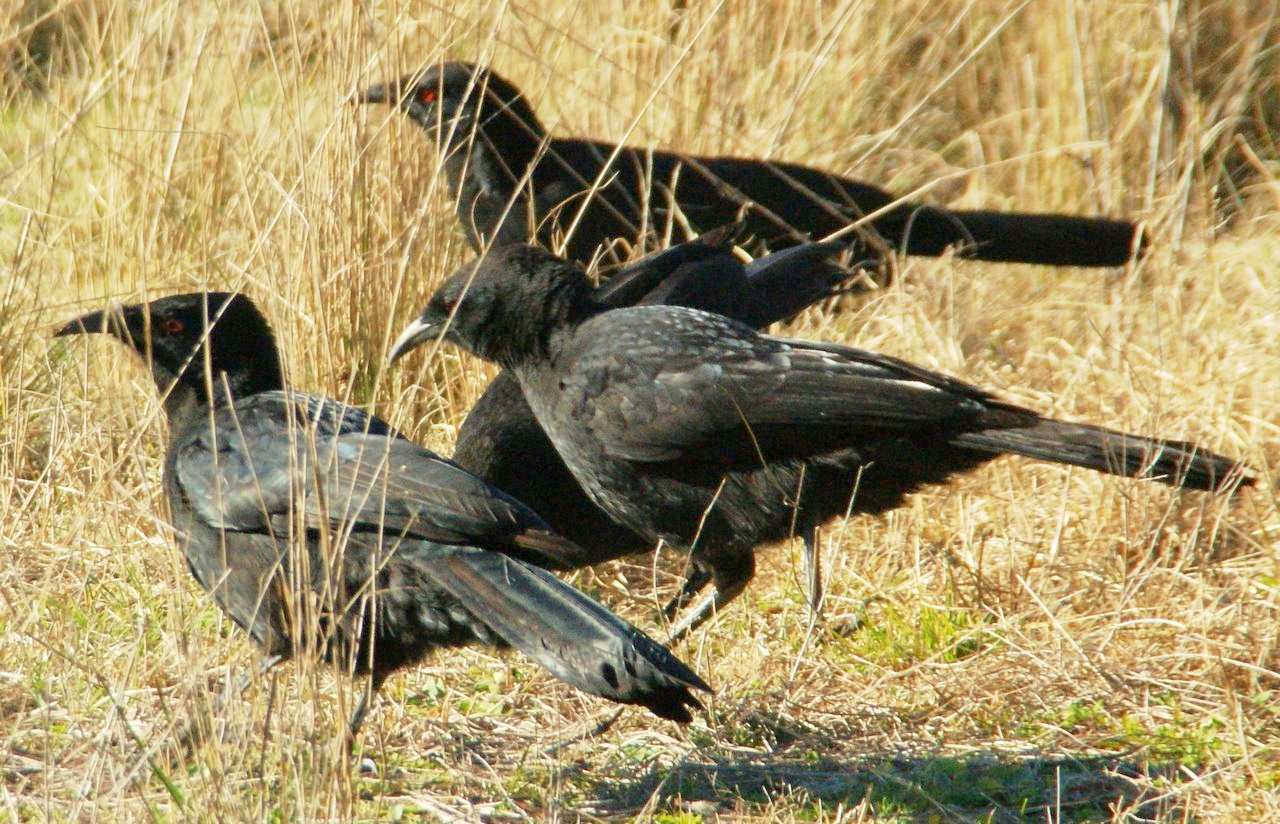
Foeragerend groepje modderkraaien, Australië

Modderkraaien zijn zwart, ze hebben rode ogen en een donkere naar beneden gebogen snavel. In vlucht zijn er op de slagpennen duidelijke witte vlekken te zien.

## Leefwijze
De vogels leven in groepen van vier tot twintig vogels, waarschijnlijk familiegroepen. Zij broeden ook gemeenschappelijk in kolonies. Ze maken net als de Australische slijkekster een nest van plantendelen, boombast, haren, veren en gras dat door modder of mest bij elkaar gehouden wordt. Alle familieleden helpen bij het grootbrengen van de jongen. Dit proces kan meer dan een jaar duren. De vogels gaan zo ver in het vormen van een team van opvoeders, dat ze zelfs jongen van naburige kolonies kidnappen.

## Verspreiding en leefgebied
De vogel is inheems in het oosten en zuiden van Australië en telt twee ondersoorten:
- C. m. melanorhamphos: oostelijk en zuidoostelijk Australië.
- C. m. whiteae: zuidelijk en zuidoostelijk Zuid-Australië.

## Status
De grootte van de populatie is niet gekwantificeerd maar de soort wordt omschreven als algemeen. Op de Rode lijst van de IUCN heeft deze soort de status niet bedreigd.